# Brenskea chudeaui
Brenskea chudeaui là một loài bọ cánh cứng trong họ Hybosoridae. Loài này được Reitter miêu tả khoa học năm 1909.